# Těšetice (Moravia meridionale)
Těšetice (in tedesco Töstitz) è un comune della Repubblica Ceca facente parte del distretto di Znojmo, in Moravia Meridionale.